# Médaille de la médiation scientifique du CNRS
Pour un article plus général, voir Médailles du CNRS.
La médaille de la médiation scientifique du CNRS est une récompense scientifique annuelle française décernée pour la mise en valeur de la science au sein de la société.
Elle est soutenue par le ministère de l’Enseignement supérieur, de la Recherche et de l’Innovation et est mise en place dans le cadre de la Loi de programmation de la recherche pour les années 2021 à 2030. Elle récompense entre deux et quatre lauréats, ainsi qu’un collectif qui a initié ou qui contribue à un outil de médiation scientifique. Comme les autres médailles du CNRS, cette récompense n'est pas réservée aux agents du CNRS, mais à des membres des unités mixtes du CNRS et de ses partenaires, et n'est pas dotée financièrement.

## Liste des lauréats
- 2021 : 
  - Mathieu Vidard, prix spécial , animateur et producteur français de radio et de télévision[2].
  - Jean-Michel Courty, physicien [3]
  - Audrey Dussutour, biologiste [4]
  - Le Festival International Jean Rouch de Film ethnographique[5]
  - ClimaTicTac, un jeu de stratégie éducatif, coopératif et écoresponsable, imaginé et accompagné par un collectif d’une vingtaine de chercheurs et médiateurs scientifiques[6].

- 2022[7]
  - Étienne Ghys, mathématicien, pour sa contribution à la diffusion des mathématiques en France.
  - Julien Bobroff, physicien, pour avoir développé des collaborations originales, notamment par la création d'une équipe de recherche « La physique autrement ».
  - Carolyn Scheurle, médiatrice scientifique à l'Institut de la mer de Villefranche, pour le programme éducatif "adopt a float".
  - La cellule parité-égalité de l'Institut des sciences de l'information et de leurs interactions du CNRS, pour la BD « Les décodeuses du numérique ». Ouvrage de Léa Castor, Célia Esnoult et Laure Thiébault sous la direction d'Ali Charara, Oliver Serre et Anne Siegel.
  - Jean Claude Ameisen, médecin immunologiste, prix spécial, pour l'émission Sur les épaules de Darwin, diffusée sur France Inter, de 2010 à 2022.

- 2023[8]
  - Wiebke Drenckhan, physicienne, pour son utilisation originale de l’art comme support à la médiation scientifique.
  - MATh en JEANS, association, pour avoir fait découvrir la recherche en mathématiques à des collégiens et des lycéens .
  - Tout comprendre (ou presque) sur le climat,d'Anne Brès, Claire Marc, Bon Pote, sous la direction de Jean-François Doussin, préfacé par Valérie Masson-Delmotte. Livre au succès exceptionnel en librairie pour un ouvrage scientifique.
  - Criminocorpus, le premier musée virtuel sur l’histoire de la justice en France.
  - David Louapre, docteur en physique théorique, pour sa chaîne Science étonnante, devenue un pilier du YouTube scientifique francophone.